# Halové mistrovství Evropy v atletice 2009 – trojskok žen
Trojskok žen na halovém mistrovství Evropy v atletice 2009 se konal v italském Turíně ve dnech 6. března až 8. března 2009; dějištěm soutěže byla hala Oval Lingotto. Ve finálovém běhu zvítězila reprezentantka Ruska Anastasija Taranovová.
Martina Šestáková byla vyřazena v kvalifikaci, když ze 21 startujících jako jediná skončila se třemi přešlapy bez platného pokusu. Kvalifikační limit činil 14,15, na postup mezi osm finalistek stačil výkon 14,06.
| Umístění         | Sportovec             | 1     | 2     | 3     | 4     | 5     | 6     | Výkon      |
| ---------------- | --------------------- | ----- | ----- | ----- | ----- | ----- | ----- | ---------- |
| Zlatá medaile    | Anastasija Taranovová | 14,51 | 14,47 | 14,68 | -     | 14,44 | X     | 14,68 m WL |
| Stříbrná medaile | Marija Šestaková      | 14,46 | 13,23 | 14,20 | 14,34 | 14,60 | 14,49 | 14,60 m    |
| Bronzová medaile | Dana Velďáková        | X     | X     | 14,40 | 14,19 | 14,07 | X     | 14,40 m NR |
| 4.               | Biljana Topičová      | 14,14 | X     | 14,15 | 14,32 | 14,37 | X     | 14,37 m NR |
| 5.               | Teresa Nzola Meso Ba  | X     | 14,31 | X     | 13,87 | 14,02 | 13,63 | 14,31 m    |
| 6.               | Sněžana Rodičová      | 13,87 | X     | X     | X     | 13,86 | 13,77 | 13,87 m    |
| 7.               | Amy Zongo             | 13,86 | X     | X     | X     | 13,26 | 13,69 | 13,86 m    |
| -                | Paraskeví Papahrístou | X     | X     | X     | X     | X     | -     | NM         |